# Яан Майде
Яан Майді ест. Jaan Maide (30 травня 1896, Вана-Карісте, Ліфляндська губернія, Російська імперія, нині - волость Мулґі, повіт Вільяндімаа, Естонія - 10 серпня 1945, Бутирська в'язниця, Москва) — старший офіцер естонської армії, який воював у Першій світовій війні, в Естонській війні за незалежність і в Другій світовій війні. У 1944 році був призначений головнокомандувачем естонським військовим урядом Отто Тіїфа.

## Біографія
Майді народився 30 травня 1896 року у Вана-Карісте в сім'ї Йоганна і Ліо Майді.
У 1915 році Майді був призваний в Російську імператорську армію. У 1916 році закінчив школу прапорщиків у Києві і з 1917 по 1918 рік служив у латиському стрілецькому полку.
Дотримуючись Декларації незалежності Естонії, Майді приєднався до новоствореної естонської армії, де був призначений командувачем 1-ю ротою 6-го полку. Командував своїм підрозділом під час естонської війни за незалежність і 12 лютого 1920 року отримав звання лейтенанта.
Після війни Майді залишився в армії. Закінчив курс військової академії Генерального штабу в 1923 році і отримав звання капітана. З 1923 по 1927 рік служив генеральним штатним офіцером. У 1927 році був призначений начальником штабу Союзу оборони Естонії (Кайтселійт). 24 лютого 1933 року його підвищили до полковника. З 30 листопада 1934 року по 30 листопада 1935 року Яан командував бронетанковим полком, перш ніж повернутися на колишнє місце в якості начальника штабу Ліги оборони Естонії. 1 лютого 1940 він був призначений командувачем новоствореної 4-ї дивізії, що базувалася у Вільянді.
Майді пережив першу радянську окупацію. Під час вступу німецьких військ в Естонію в Другій світовій війні Майді був начальником штабу, а потім командиром Омакайтсе (домашньої гвардії), заснованій на Лізі оборони Естонії.
Слідом за німецьким відступом і радянським наступом у вересні 1944 року уряд Отто Тіїфа зробив останню спробу відновити незалежність Естонії. 18 вересня 1944 року Майді був призначений головнокомандуючим Збройними Силами, а 21 вересня отримав звання генерал-майора. Незважаючи на спроби реформувати армію, план захисту Естонії зазнав невдачі. Таллінн впав 22 вересня 1944 року, а сам Майді 24 жовтня 1944 року був узятий в полон в Муналаскме.
Радянська окупаційна влада запроторила Майді до Бутирської в'язниці в Москві, де він був розстріляний 10 серпня 1945 року.